# Professionals-17th
Professionals-17th(프로페셔널스-세븐틴)은 2024년 11월 27일에 발매될 예정인 모닝구무스메'24의 열일곱 번째 정규 앨범이다.

## 개요
- 초회생산한정반(BD), 통상반의 2형태로 발매.

## 수록곡

### CD
1. 勇敢なダンス
작사, 작곡 : 층쿠 / 편곡 : 오오쿠보 카오루
2. おっちょこちょいなファンタジアロマンス (노래 : 키타가와 리오, 오카무라 호마레, 야마자키 메이)
작사, 작곡 : 층쿠 / 편곡 : 카미야 히로시
3. 「恋人」
작사, 작곡 : 층쿠 / 편곡 : 에가미 코타로
4. ムカ好き!
작사, 작곡 : 층쿠 / 편곡 : 히라타 쇼이치로
5. すっごいFEVER!
작사, 작곡 : 층쿠 / 편곡 : 히라타 쇼이치로
6. 内緒だよ (노래 : 오다 사쿠라, 하가 아카네)
작사, 작곡 : 층쿠 / 편곡 : AKIRA
7. なんだかセンチメンタルな時の歌
작사, 작곡 : 층쿠 / 편곡 : 카미야 히로시
8. 会えてよかった (노래 : 요코야마 레이나, 이노우에 하루카)
작사, 작곡 : 층쿠 / 편곡 : 에가미 코타로
9. Neverending Shine (노래 : 모닝구무스메。'23 feat. 후쿠무라 미즈키)
작사, 작곡 : 층쿠 / 편곡 : 카미야 히로시
10. 幸せ指数 発表されたい (노래 : 이쿠타 에리나, 이시다 아유미, 노나카 미키, 마키노 마리아, 사쿠라이 리오, 유미게타 아코)
작사, 작곡 : 층쿠 / 편곡 : 스즈키 슌스케
11. Wake-up Call～目覚めるとき～
작사 : 호시베 쇼 / 작곡 : 오오쿠보 카오루, 호시베 쇼 / 편곡 : 오오쿠보 카오루
12. 最KIYOU
작사 : 코다마 아메코 / 작곡, 편곡 : 오오쿠보 카오루
13. 大空に向かって
작사, 작곡 : 층쿠 / 편곡 : 히라타 쇼이치로